# 阿爾及利亞簽證政策

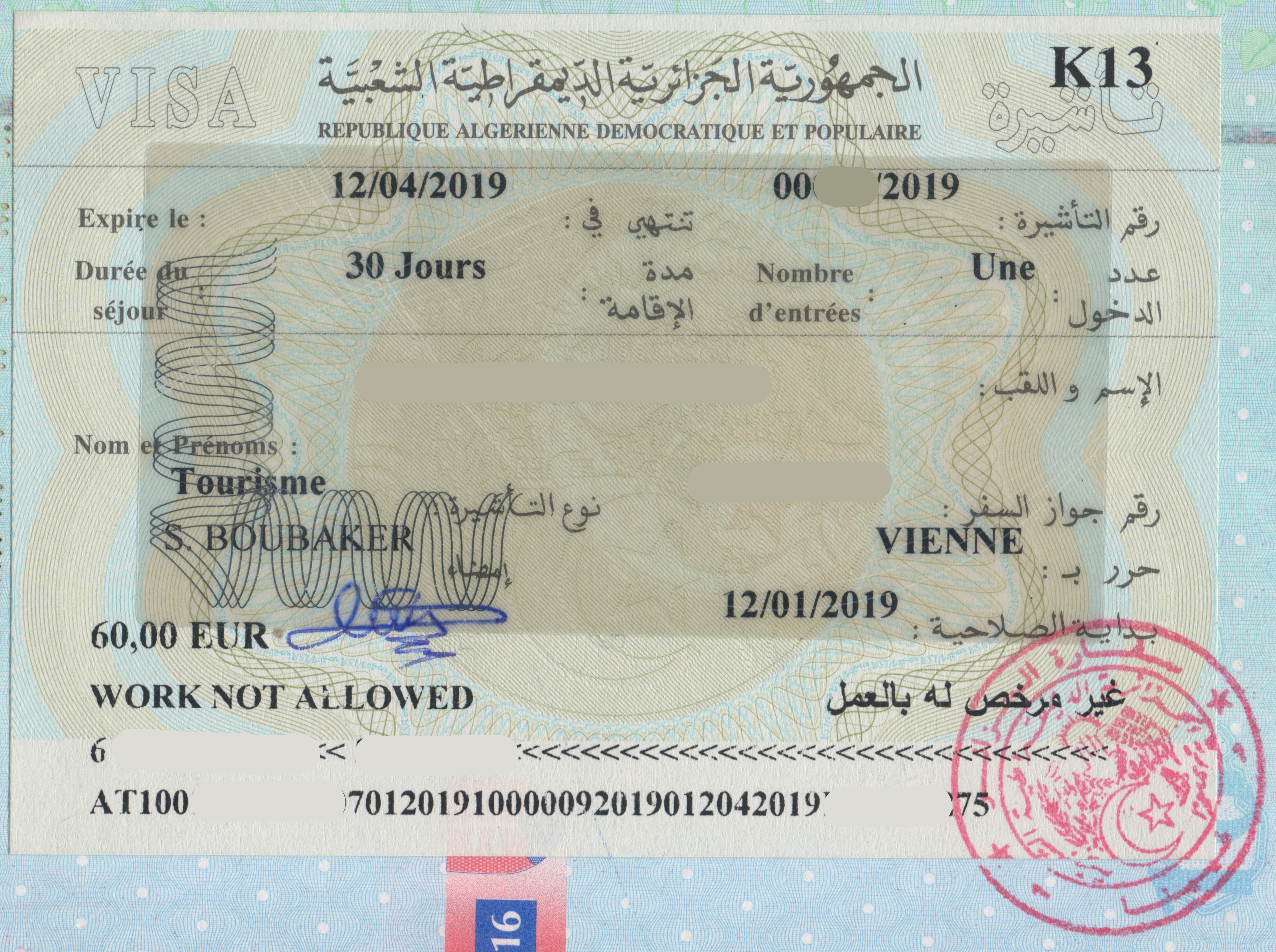
阿尔及利亚签证

 阿尔及利亚政府允許部分國家和地區的公民免簽證入境，這些國家的公民如欲赴阿，無需提前申請签证，所有入境旅客的护照均須有6個月以上有效期。

## 免簽證

### 普通護照
下列7個國家和地區的公民無需签证，即可以旅遊或商務目的入境阿爾及利亞並停留90天：
| - 利比亞 - 马来西亚 - 毛里塔尼亚 | - 塞舌尔 - 突尼西亞 - 撒拉威阿拉伯民主共和國 |

| 政策变更日期                                                                   |                                               |
| ------------------------------------------------------------------------------ | --------------------------------------------- |
| 已取消: - N/A: 阿根廷 - 2015: 也门 - 2015: 叙利亚 - 2024 年 9 月 26 日: 摩洛哥 |                                               |
|                                                                                | 此列表不完整，欢迎您扩充内容。 (2017年9月1日) |

摩洛哥国民曾享有免签入境待遇，即使在两国于2021年断交后仍然如此，但在2024年9月26日，阿尔及利亚单方面取消了对摩洛哥的免签政策。

### 非普通護照

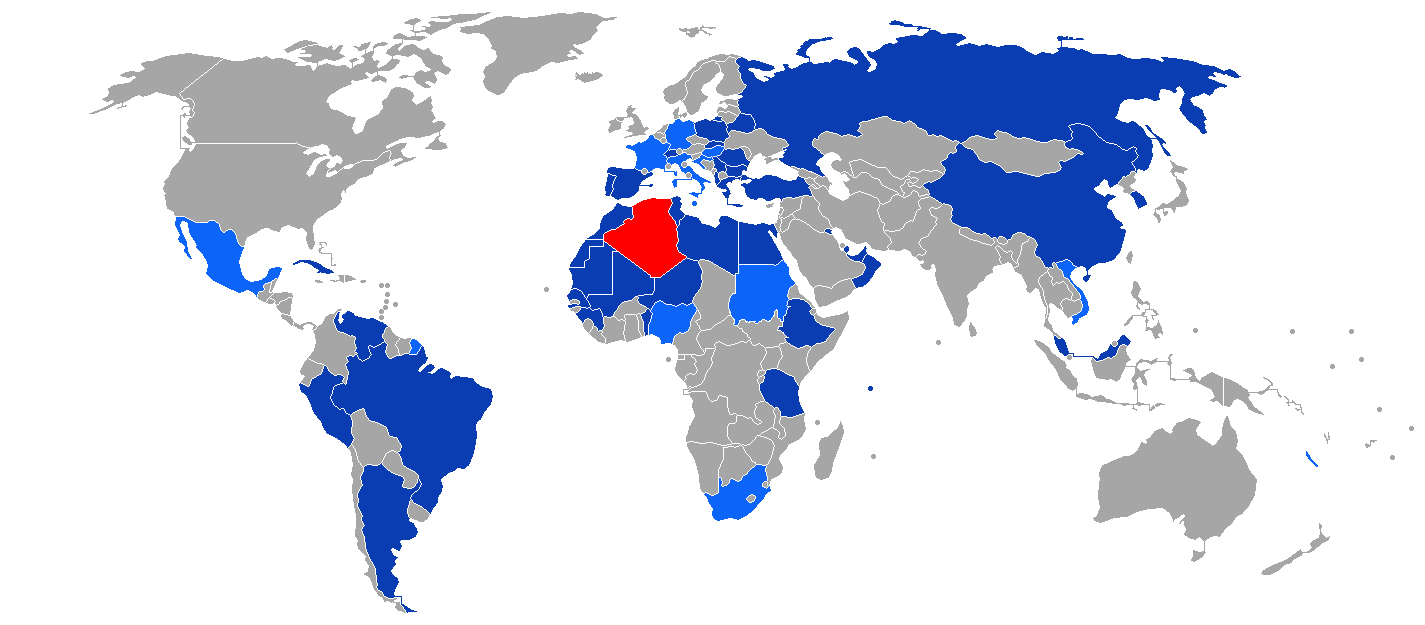
阿尔及利亚对外交和公务护照持有人的签证政策
阿尔及利亚
外交和公务护照持有人免签
外交护照持有人免签

此外，以下国家的外交或公务护照持有人可以免签证进入阿尔及利亚（除非另有说明）：
| - 所有非洲联盟成员国D \| - 阿尔巴尼亚 - 阿根廷 - 白俄羅斯 - 巴西 - 保加利亚 - 中國 - D - 古巴 - 埃及 - 衣索比亞 \| - 法國D - 德国D - 希腊 - 几内亚 - 匈牙利D - 義大利D - 科威特 - 馬爾他D - 墨西哥D - 尼日尔 - 奈及利亞D \| - 阿曼 - 秘魯 - 波蘭 - 葡萄牙 - 俄羅斯 - 塞内加尔 - 塞爾維亞 - 斯洛伐克 - 南非D \| - 西班牙 - 苏丹D - 瑞士 - 坦桑尼亚 - 土耳其 - 阿联酋 - 委內瑞拉 - 越南D \| \| | |                                                                                 |                                                                         |  |
| - 阿尔巴尼亚 - 阿根廷 - 白俄羅斯 - 巴西 - 保加利亚 - 中國 - D - 古巴 - 埃及 - 衣索比亞 | - 法國D - 德国D - 希腊 - 几内亚 - 匈牙利D - 義大利D - 科威特 - 馬爾他D - 墨西哥D - 尼日尔 - 奈及利亞D | - 阿曼 - 秘魯 - 波蘭 - 葡萄牙 - 俄羅斯 - 塞内加尔 - 塞爾維亞 - 斯洛伐克 - 南非D | - 西班牙 - 苏丹D - 瑞士 - 坦桑尼亚 - 土耳其 - 阿联酋 - 委內瑞拉 - 越南D |  |

D - 仅限外交护照。

### 未来变化
阿尔及利亚已与以下国家签署免签证协议，但尚未获得批准：
| 国家       | 护照       |
| ---------- | ---------- |
| 印度       | 外交和公务 |
| 印度尼西亞 | 外交和公务 |

## 签证申请流程
所有非免签证公民必须在前往阿尔及利亚之前申请签证。所需文件各不相同，但至少所有旅客都必须提供：
- 填写完整的申请表两份
- 每张表格两张护照规定照片（共四张）
- 申请人护照每页的两份复印件
- 申请人的护照
- 来阿尔及利亚的理由
- 支付适用的费用，该费用因申请的签证和申请人的国籍而异

目前签发的签证适用于外交、旅游、工作、新闻、商务访问、家庭团聚、文化活动、学习、医疗旅行和过境。 所需文件不同，通常需要阿尔及利亚实体的邀请。旅游签证需要预订酒店，过境签证需要继续旅行证明。
此外，以下国家的公民需要购买旅行保险，这决定了签证的开始日期：
| - 欧盟成员国（克罗地亚，塞浦路斯和爱尔兰除外） \| - 加拿大 - 冰島 \| - 新西兰 - 北馬其頓 \| - 挪威 - 瑞士 \| \| |                     |               |  |
| - 加拿大 - 冰島                                                                                                 | - 新西兰 - 北馬其頓 | - 挪威 - 瑞士 |  |

## 入境限制

### 叙利亚
叙利亚公民被特别要求提供足够的资金证明来支付他们在阿尔及利亚的逗留费用。如果有阿尔及利亚担保人，叙利亚公民必须至少有 1000 欧元，如果没有，则至少有 4000 欧元。

### 以色列
以色列公民，即使不离开飞机继续前往第三国，也不得入境或过境。